# Ларре, Эрик
Эрик Стуре Ларре (норв. Erik Sture Larre; 31 марта 1914, Кристиания, Эстланд, Норвегия — 11 ноября 2014, Осло, там же) — норвежский юрист, участник движения сопротивления, бизнесмен, спортивный чиновник и энвайронменталист.

## Биография

### Молодые годы и образование
Эрик Ларре родился 31 марта 1914 года в Кристиании, и вырос в Гамлебьене. В 1933 году прошёл «examen artium» изучая право и социологию, с 1936 по 1940 год занимал должность научного сотрудника Норвежского института социальных исследований под началом Эвальда Боссе, а в 1941 году окончил Университет Осло со степенью кандидата закона.

### Во времяВторой мировой войны
Во время оккупации Норвегии нацистской Германией, Ларе вступил в организацию сопротивления «Milorg», и в течение некоторого времени возглавлял подразделение «13100». В феврале 1943 года он был арестован нацистскими властями и до июня содержался в тюрьме «Мёллердата 19», а затем до декабря в концлагере Грини. До марта 1944 года он снова содержался в М19, а потом до конца войны в Грини. После победы он был награждён Военной медалью со звездой.

### Карьера
С 1945 по 1989 год Ларре занимался юридической практикой в Осло. В 1945 году он купил некоторое количество акций и стал одним из основных игроков на бирже. В то же время он возглавлял наблюдательный совет Gjensidige NOR, был членом наблюдательного совета Sparebanken Nord-Norge, Sparebanken Vest, SpareBank 1 SMN и DNB ASA, одновременно входя в избирательные комитеты нескольких банков.
В течение 20 лет с перерывами Ларре возглавлял хоккейный клуб «SK Forward», занимал пост вице-президента и президента Норвежской хоккейной ассоциации, был заместителем председателя юридического комитета Норвежской конфедерации спорта. Он был удостоен почётного членства во всех этих организациях и почётного председательства в хоккейной ассоциации. Он председательствовал на Рекреационной ассоциации районов Осло, национальной ассоциации «Friluftsrådenes Landsforbund» и был почётным членом Рекреационной ассоциации районов Осло и Общества охраны природы Осло и Акерсхуса. Он был назван «отцом границы Марка» за посвящение большей части своей жизни кампании за охрану природы района к северу от Осло и правовой ратификации текущей границы
В 1986 году Эрик Ларре был награждён Медалью Святого Халльварда, а в 2010 году — Королевской медалью за заслуги в серебре. В последние годы он проживал в Мадсеруде. В связи с его 100-летием, Ларре приобрел интерес со стороны норвежских СМИ. В интервью он заявлял о том, что спит только три с половиной часа в сутки. Он также подверг критике обязательный выход на пенсию с государственных рабочих мест в Норвегии в возрасте 70 лет.
Эрик Ларре скончался 11 ноября 2014 года в возрасте 100 лет.